# McLouth
McLouth és una població dels Estats Units a l'estat de Kansas. Segons el cens del 2000 tenia 868 habitants.

## Demografia
Segons el cens del 2000, McLouth tenia 868 habitants, 326 habitatges, i 246 famílies. La densitat de població era de 698,2 habitants/km².
Dels 326 habitatges en un 39,9% hi vivien nens de menys de 18 anys, en un 61,7% hi vivien parelles casades, en un 9,2% dones solteres, i en un 24,5% no eren unitats familiars. En el 20,2% dels habitatges hi vivien persones soles el 8,9% de les quals corresponia a persones de 65 anys o més que vivien soles. El nombre mitjà de persones vivint en cada habitatge era de 2,66 i el nombre mitjà de persones que vivien en cada família era de 3,07.
Per edats la població es repartia de la següent manera: un 29,6% tenia menys de 18 anys, un 9,4% entre 18 i 24, un 32,4% entre 25 i 44, un 17,5% de 45 a 60 i un 11,1% 65 anys o més.
L'edat mediana era de 32 anys. Per cada 100 dones de 18 o més anys hi havia 92,7 homes.
La renda mediana per habitatge era de 40.865 $ i la renda mediana per família de 44.063 $. Els homes tenien una renda mediana de 36.100 $ mentre que les dones 22.273 $. La renda per capita de la població era de 17.012 $. Entorn del 4,7% de les famílies i el 7,1% de la població estaven per davall del llindar de pobresa.

## Poblacions més properes
El següent diagrama mostra les poblacions més properes.